# Ksapsem
Ksapsem (Qsā'psEm, Kosampsom, Kosampson, danas Esquimalt First Nation), jedna od lokalnih skupina Songish Indijanaca, jezične porodice salishan, koji su živjeli u Esquimaltu na jugu otoka Vancouver u Kanadi. Pod ovim imenom spominje ih Boas (1890). Banda na Esquimalt Indian Reserve danas je poznata kao Esquimalt First Nation i porijeklom su od starih Kosampson ili Ksapsem Indijanaca.

## Vanjske poveznice
- [neaktivna poveznica]